# Sant Nicodem
Nicodem és un jueu que apareix al Nou Testament cristià, important per ésser el protagonista d'un profund diàleg amb Jesucrist. Segons l'evangeli de Sant Joan, Nicodem era un ric fariseu, mestre a Israel i membre del Sanedrí. D'ell, afegeix que era «principal entre els jueus». Aquest fet fa que sigui molt apreciat entre els cristians, ja que Nicodem, com també Pau de Tars o Josep d'Arimatea, representen al savi jueu versat en la Llei que reconeix en Jesús al messies i es fa el seu deixeble.
A l'Església catòlica és venerat com a sant i la seva memòria se celebra el 31 d'agost. Els coptes el 25 de juliol.

## Nicodem a la Bíblia

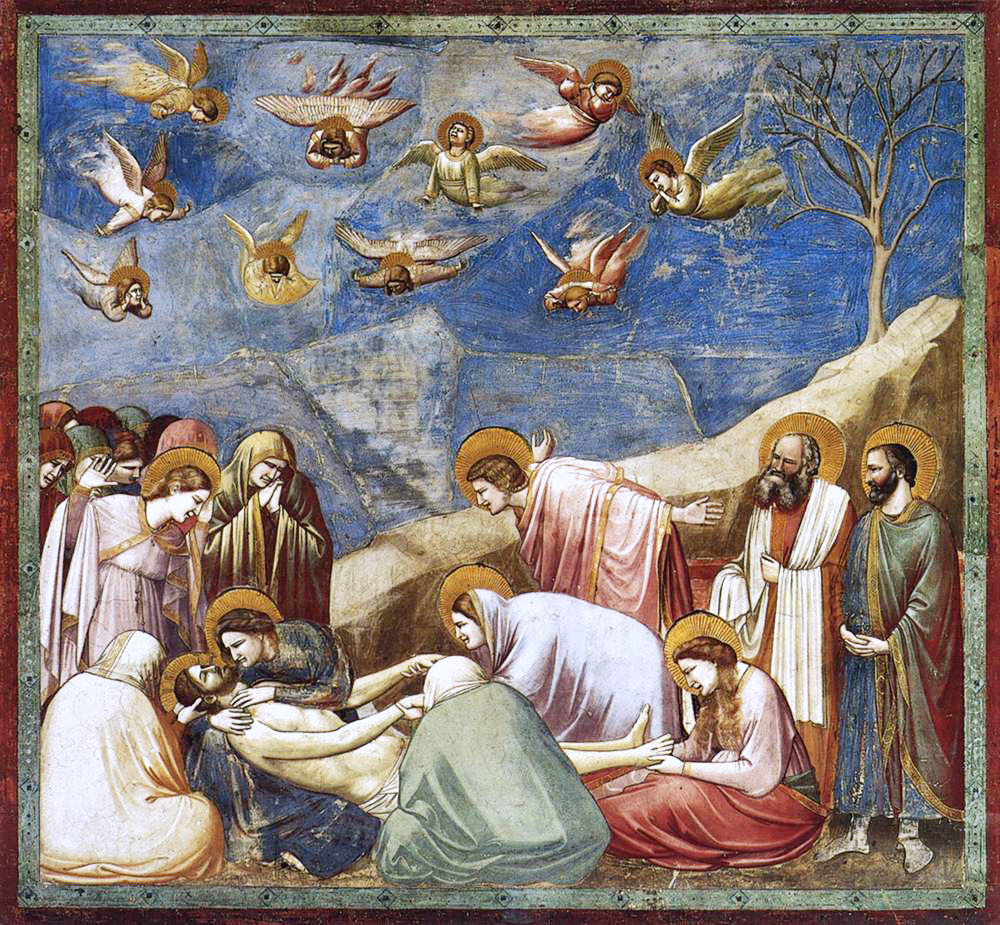
Lamentació per Crist mort de Giotto, on apareix Nicodem.

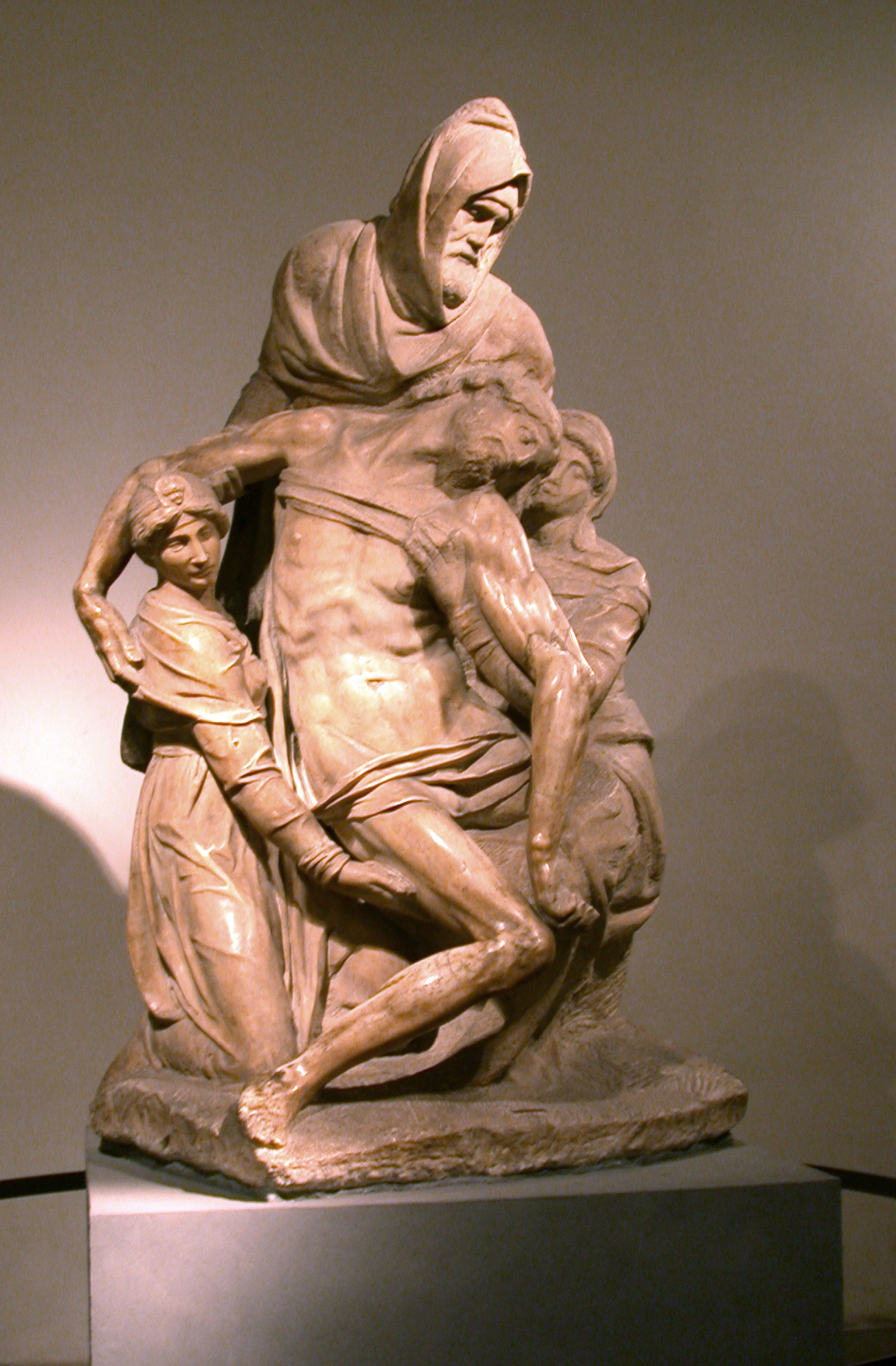
La Pietat florentina de Miquel Àngel, amb Nicodem com a figura central, al darrere

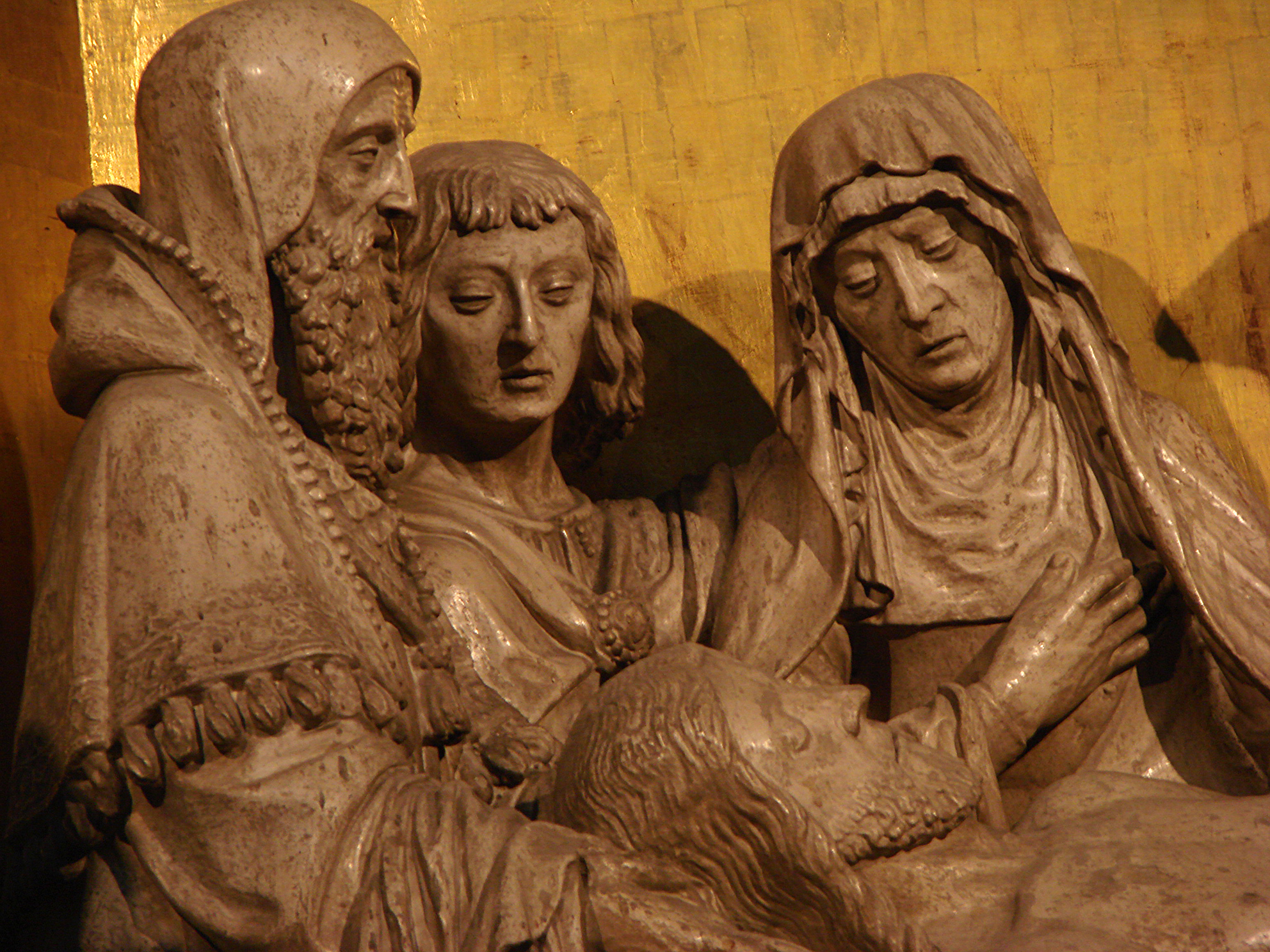
Enterrament de Crist, Catedral d'Auch, s. XVI; Nicodem sosté el cap de Crist

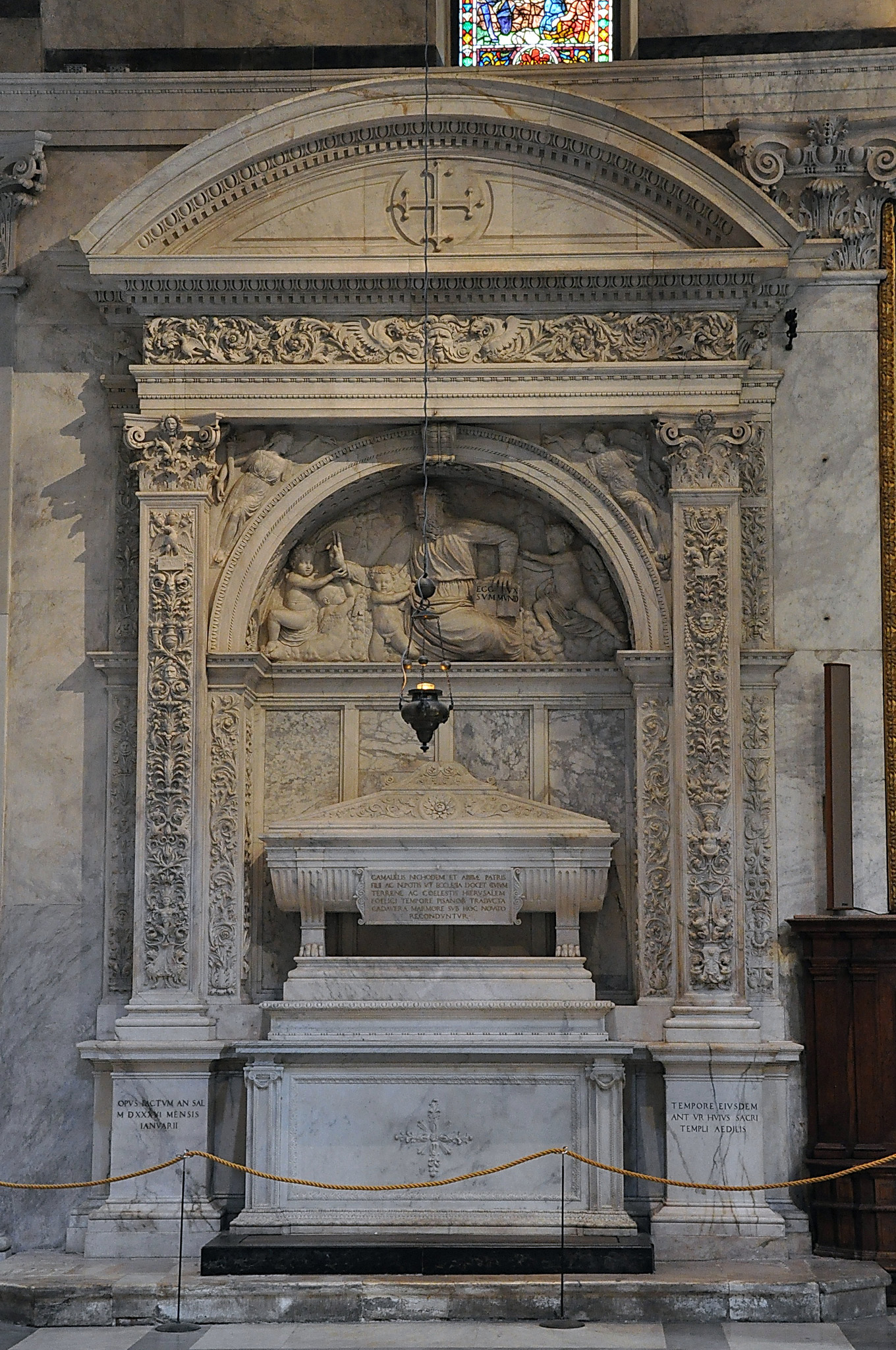
Tomba dels Tres Sants a la Catedral de Pisa, on hi ha les suposades restes de Gamaliel, Nicodem i Abib d'Edessa

Igual que succeeix amb Llàtzer, Nicodem no pertany a la tradició dels evangelis sinòptics i només és esmentat per Joan, que li dedica més de la meitat del capítol 3 del seu evangeli, uns versicles del capítol 7 i una menció última el capítol 19. Nicodem és per tant un personatge «transversal» a tot l'evangeli en el sentit del qual està present sempre, però sense assumir un protagonisme destacat.

La primera vegada que apareix Nicodem és, segons narra l'escriptor bíblic, per trobar-se amb Jesús «de nit» intrigat pels miracles realitzats per Jesús: 
| «         | Sabem que has vingut com a mestre de part de Déu, perquè ningú no pot fer els miracles que fas si Déu no està amb ell. | » |
| — Jn 3, 2 | |   |

Segueix la conversa que sosté amb Jesús sobre el sentit del tornar a néixer amb la menció al "regne del cel" raríssima als textos joànics i l'estranyesa que manifesta Jesús en veure que "un mestre a Israel" no entén el discurs sobre el renéixer a l'esperit.

Per arribar al regne de Déu és deu d'haver forjat esperit i deixar de ser matèria: 
| «           | T'ho ben assegur, ningú no pot entrar al regne de Déu si no neix de l'esperit; de la carn en neix carn, de l'esperit en neix esperit. | » |
| — Jn 3, 5-6 | |   |

Després, al consell de "prínceps dels sacerdots i fariseus" (cf. Jn 7, 45 i ss..), Nicodem defensa Jesús explicant als seus companys que han de sentir i investigar abans de fer un judici definitiu. La pregunta que li fan, ha fet pensar a alguns estudiosos, que Nicodem era galileu: 
| «          | També tu ets galileu? Investiga i veuràs que de Galilea no surten profetes. | » |
| — Jn 7, 52 |                                                                             |   |

Finalment, a l'hora de sepultar a Jesús, Nicodem es fa avinent per col·laborar generosament amb cent lliures de perfum -més de trenta quilograms- (cf. Jn 19, 39).
Ja que els altres evangelis no proporcionen més dades sobre Nicodem, aquestes són les úniques dades canòniques, per dir-ho així, de què es disposa.

## Evangeli de Nicodem
És un Evangeli apòcrif trobat a Nag Hammadi. Se'l coneix també com Evangeli Copte dels Egipcis.
Escrit per a la comunitat gnòstica egípcia. En ell, es relata l'episodi de l'Anastasis o davallament de Crist als inferns.
Es coneix un altre Evangeli dels Egipcis, aquest escrit en grec, considerat herètic per Climent d'Alexandria, Orígenes i Sant Epifani, escrit possiblement cap a l'any 150.
També es coneix com a Evangeli de Nicodem, un nom donat a l'edat mitjana, un apòcrif escrit cap a l'any 150 amb el nom d'Actes de Pilat o el Descens de Crist als inferns.

## Nicodem a l'art
El tema del diàleg de Jesús amb Nicodem no ha estat representat per obres que perdurin o tinguin rellevància artística. Tanmateix, sí que acostuma a representar-se a Nicodem a la crucifixió, al davallament de Crist de la creu i en el seu enterrament. En alguns casos apareix com allunyat (vegeu per exemple la Lamentació per Crist mort de Giotto) i pensarós enmig del dolor de les dones prop del cos de Jesús i d'altres ajudant a carregar o moure el cadàver (per exemple, la Pietat florentina de Miquel Àngel).
En la literatura contemporània, Nicodem ha estat tractat sovint. «Les Cartes de Nicodem» són un llibre de Jan Dobraczynski en el qual l'autor posa en boca del mestre de la llei diverses reflexions i el relat de la seva experiència de Crist. El destinatari de les cartes és un "amic" d'aquest anomenat Just.
D'altra banda, Miguel de Unamuno va escriure Nicodem el fariseu, obra on fa una reflexió sobre la virtut teologal de la fe.
Franco Zeffirelli va plasmar a la seva pel·lícula Jesús de Natzaret a un Nicodem que durant la crucifixió en comptes de plorar o doldre's, repeteix en veu baixa els textos de l'anomenat Cant del Servent de la profecia d'Isaïes.

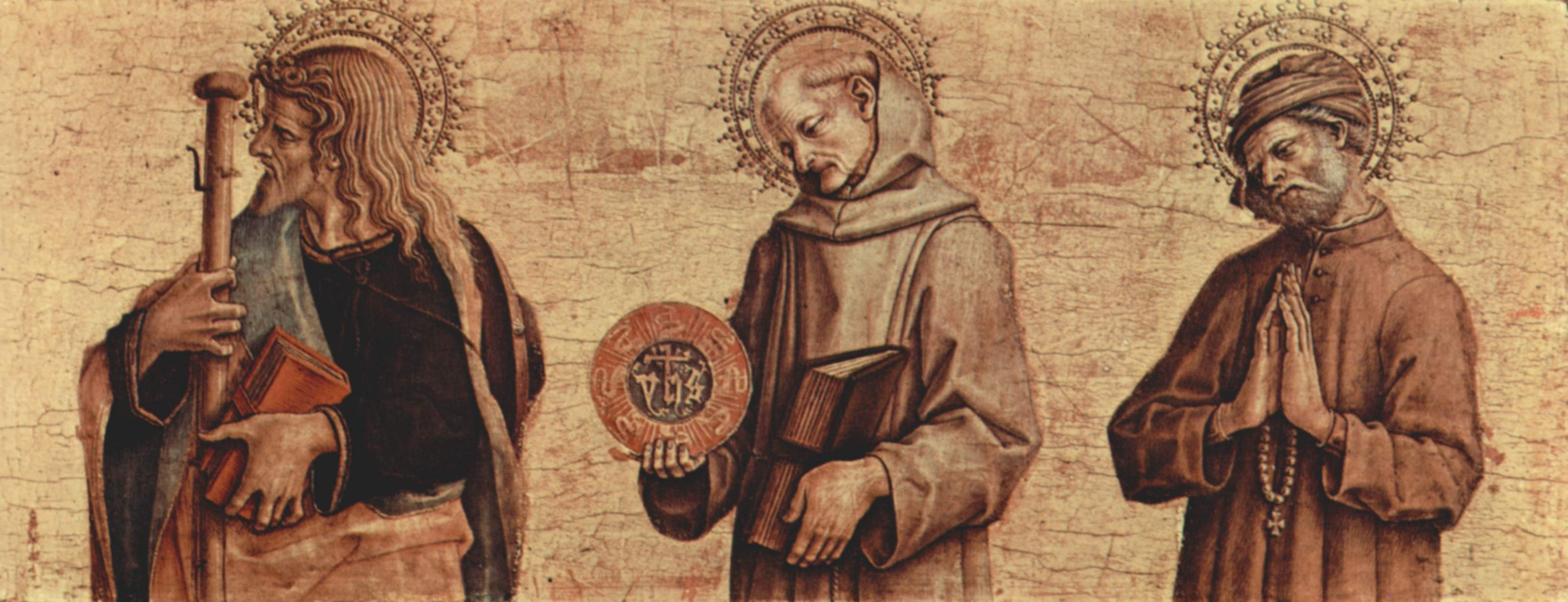
Pintura de Carlo Crivelli, representant d'esquerra a dreta Jaume, Bernardí de Siena i Nicodem.